# Chemin de fer de La Robla
Le chemin de fer de La Robla est la ligne à voie étroite la plus longue d'Europe Occidentale, avec 335 km, comprise entre La Robla (Province de León) et Bilbao (Biscaye), en Espagne
Son tronçon principal, entre La Robla et Balmaseda, a été inauguré le 11 août 1894. Son objectif principal était d'approcher l'importante production carbonifère des bassins Leon et de Palencia pour sa consommation dans la puissante industrie sidérurgique de Biscaye. Le projet a été promu et effectué par l'ingénieur guipuscoan Mariano Zuaznavar, et l'entreprise qui l'a exploitée était la propriété des industriels Enrique Aresti et Victoriano Zabalinchaurreta.
En 1972 la société est tombée en faillite et l'entreprise publique FEVE s'est chargée de la ligne. En 1991, le trafic de voyageurs est supprimé, seul celui des marchandises est conservé. Grâce à différentes conventions avec l'administration publique, en 2003 elle a repris différents services sur la section comprise entre León et Bilbao.
Le chemin de fer de La Robla traverse les provinces de León, Palencia, Région cantabrique, Burgos et de Biscaye. Vu son influence économique et sociale, sur une période de plus d'un siècle, le chemin de fer de La Robla est considéré comme une des lignes les plus emblématiques d'Espagne.

## Histoire

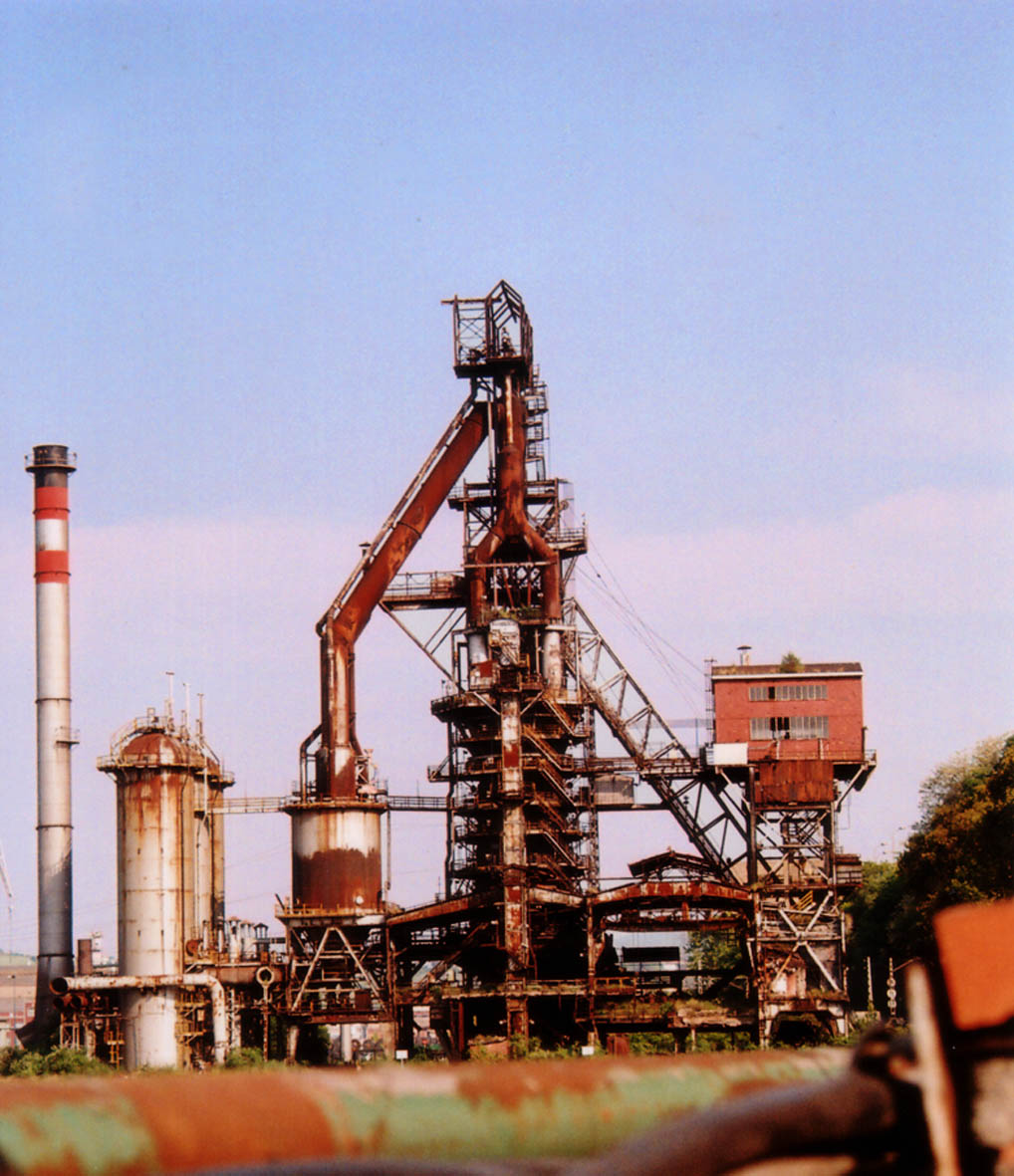
La demande de charbon de la puissante industrie sidérurgique biscaïenne incita la construction du chemin de fer de La Robla. Sur l'image, les anciennes installations de Hauts Fourneaux de Biscaye.

### Origine
L'origine du projet du chemin de fer de La Robla provient de la très importante industrie métallurgique au Pays basque à la fin du XIXe siècle (depuis 1902, Hauts Fourneaux de Biscaye), et son importante répercussion dans le développement industriel espagnol. Le principal problème de cette industrie a été le coût très élevé que représentait le transport du charbon nécessaire pour l'élaboration du coke utilisé pour alimenter les fours de fusion. Ce combustible arrivait aux ports biscaïens par voie maritime, en provenance des Asturies et de l'Angleterre. Ceci provoquait l'importance en pourcentage du combustible nécessaire pour le coût de production du lingot de fer en Biscaye double et même triple ce qu'il représentait dans d'autres zones sidérurgiques comme Pittsburgh, Loire ou Westphalie.
La brusque montée du prix du charbon anglais entre 1889 et 1 890 a incité le puissant capital sidérurgique basque cherche des alternatives dans les bassins houillers de León et palentina. Ce fut alors qu'est apparue la nécessité d'un moyen de transport efficace qui relierait les bassins miniers isolés avec les aciéries basques émergentes. Il a été choisi le chemin de fer, qui, après la révolution industrielle, était devenu le transport terrestre le plus avantageux.

### Projet
Les projets pour résoudre ce problème de communications ont été multiples pendant la fin du XIXe siècle. Après l'étude de possibles variantes, le projet définitif, travaux du prestigieux ingénieur des mines du Guipuscoa Mariano Zuaznavar, a été présenté dans les Cortes le 26 novembre 1889. Zuaznavar (1841-1916), avec une grande expérience dans des exploitations minières, a convaincu le patronat de Bilbao (Ustara, Gandarias, Ampuero, López de Lerena, Echevarría, Epalza, etc.) de l'intérêt économique d'investir dans le projet.

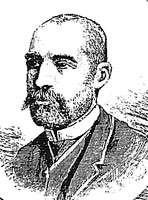
Une gravure de l'époque de Mariano Zuaznavar, promoteur authentique et exécuteur du projet du chemin de fer de La Robla.

Bien qu'en principe on ait étudié deux variantes (l'une d'elles dans les voies larges ibérique), on a finalement opté d'effectuer le tracé en voie étroite pour baisser des coûts, parce qu'il supposait une économie de 60 % par rapport au large normal le budget initial a été de 16 millions de pesetas on a émis 8 millions de pesetas dans en actions et 8 millions de pesetas en obligations amortissables à 6 %.
En janvier 1890, le Congrès et le Sénat ont officiellement accordé à Zuaznavar la gestion de la ligne ferroviaire et l'autorisation légale pour entreprendre les travaux de :
…construcción y explotación de una línea férrea que, partiendo de La Robla, en la línea de Asturias, Galicia y León, termine en Balmaseda, así como la construcción de nuevos ramales y prolongación de la línea caso de que se estimase conveniente.
Le contrat d'exécution des travaux a été signé le 17 avril 1890 avec les contractants José María Yriondo et Juan Jose Cobeaga, et le 28 avril, Enrique Aresti y Torres et Victorien Zabalinchaurreta ont créé, avec 12 autres investisseurs la Société du Chemin de fer Houiller de La Robla à Balmaseda, S.A (qui à partir de 1 905 a été appelée les Chemins de fer de La Robla, S.A), avec l'intention de créer une ligne de voie étroite pour transporter le charbon les bassins miniers de León et palentinas jusqu'à Bilbao, pour satisfaire la demande de ce minérai de l'industrie sidérurgique biscaïenne si puissante. Son président était Cirilo María de Ustara et Zuaznavar le Directeur Général. Le protagonisme des investisseurs basques et la coïncidence de propriétaires de ces exploitations minières et des voies ferroviaires a été à l'origine que le projet initial se transforme en monopole, ce qui n'a pas été du plaisir de beaucoup,. Ainsi, La Robla s'est transformée en un des premiers chemins de fer d'Espagne construit avec capital espagnol.

### Construction

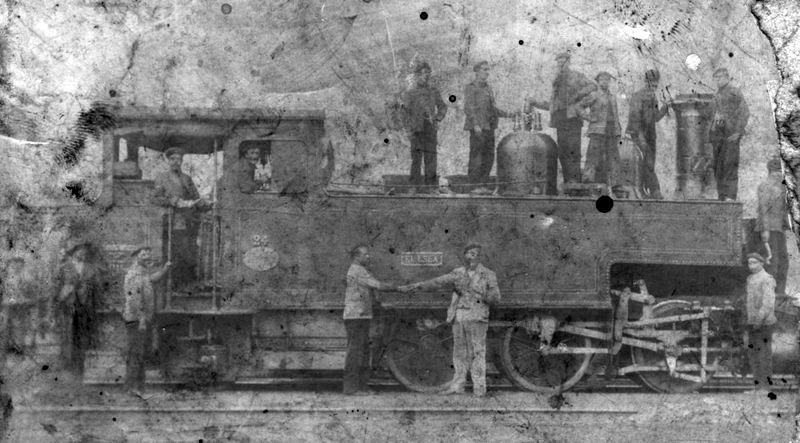
La locomotive 031-T no 24, "El Esla", dans les environs de Cistierna, photographiée en 1900.

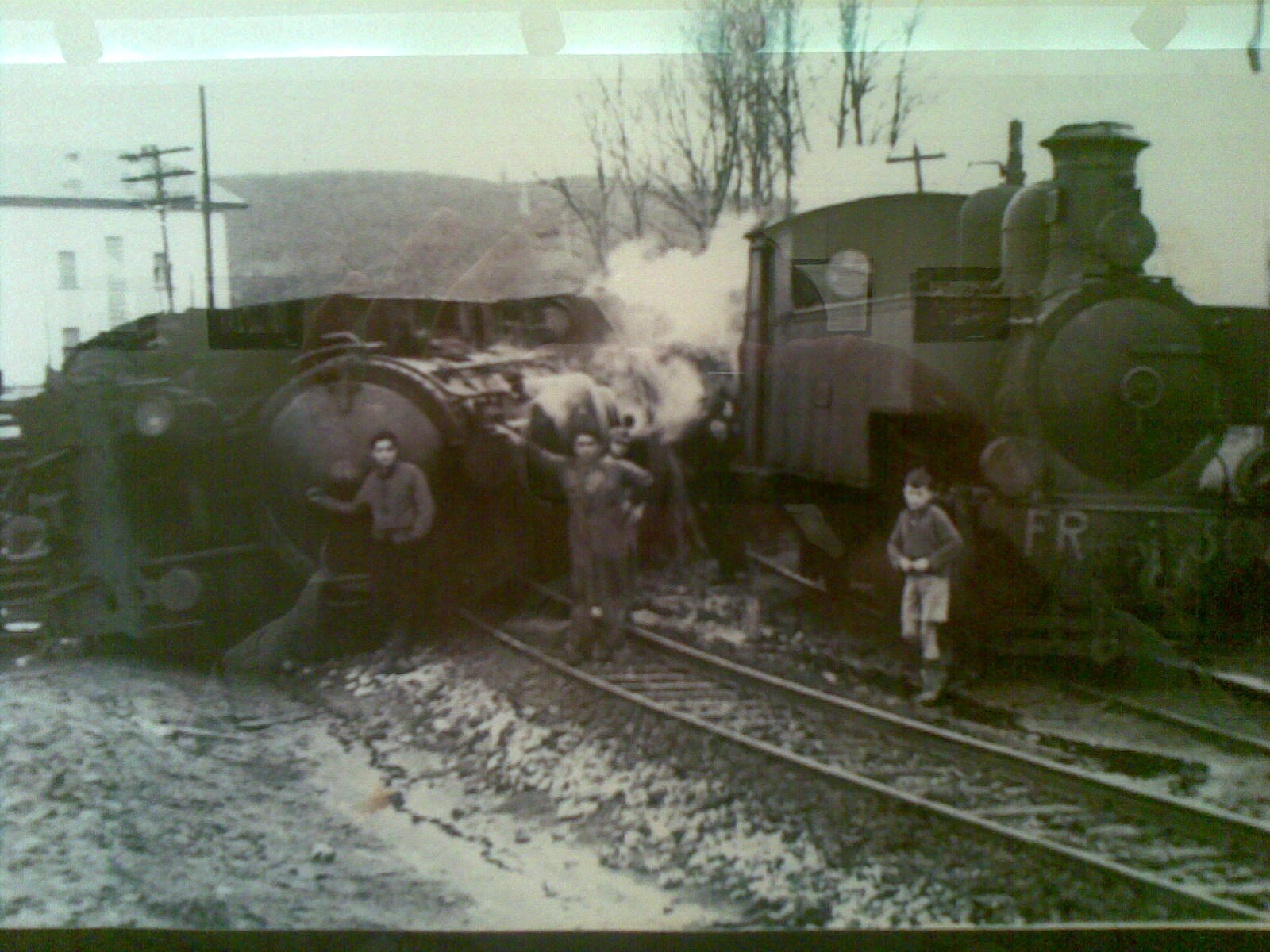
Une locomotive a déraillé dans les environs de la station de Guardo, photo des années 1940.

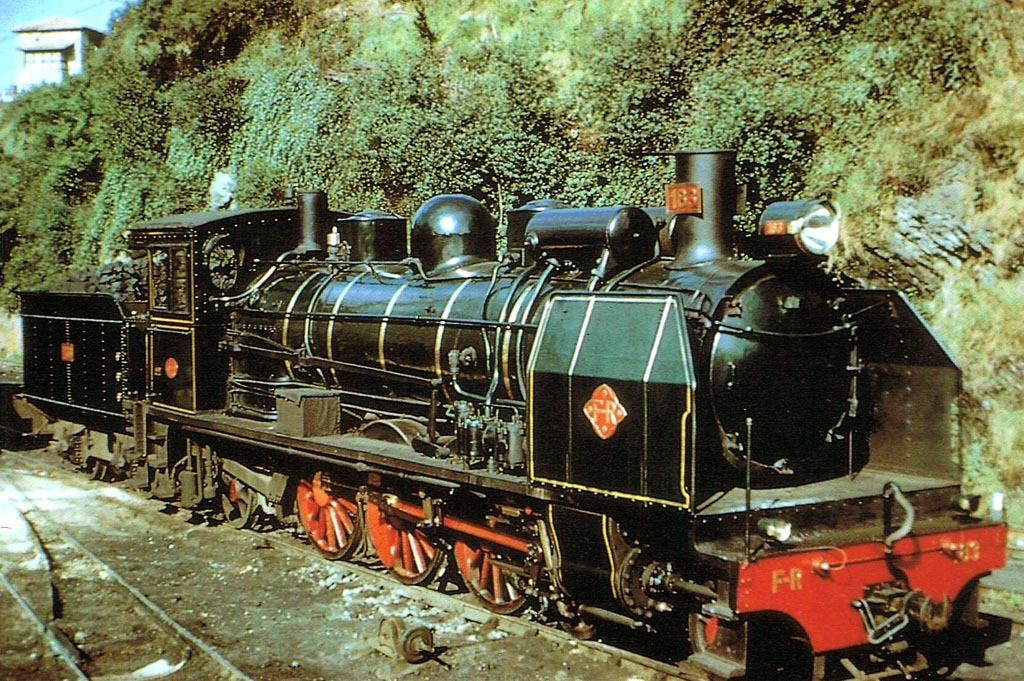
La locomotive no 183, d'origine tunisienne du chemin de fer de La Robla, dans la station de Balmaseda, dans les années 1960. Cette machine est de construction française

Pendant toute l'année 1890 on a mené les travaux de mesure et études du terrain, dirigés par Manuel de Oraá la conception du tracé définitif, dans lequel Ignacio de Rotaeche a aussi eu une importante collaboration, puis a été Directeur Général de la compagnie entre 1918 et 1922. Pour leur construction, on a commandé 13 000 tonnes de voies aux Hauts Fourneaux de Biscaye, aux fabricants de fer et Aciéries de Bilbao.
Les travaux ont été exécutés avec une grande rapidité. Le 6 octobre 1892 - en à peine deux ans - a été inauguré le premier tronçon de 45 km, entre Balmaseda et Espinosa de los Monteros, tracé le plus dénivelé du parcours.
Le tronçon principal de la ligne (Balmaseda - La Robla) a été inauguré en 1894, quatre ans après le début des travaux.

### Dépenses
L'infrastructure principale (terrains, tunnels et ponts) a coûté quelque 10 000 000 de pesetas. La suprastructure (bâtiments, voies, ateliers et mobilier) un peu plus de 7 000 000, et le matériel mobile (locomotives, voitures et wagons), quelque 2 000 000, rendant le coût du chemin de fer aux environs de 20 000 000 de pesetas.

### Inauguration
La cérémonie d'inauguration a été célébrée le 11 août 1894 sur un point intermédiaire du tracé, la gare de Los Carabeos (es), en région cantabrique, où sont arrivés un convoi en provenance de chaque extrémité du trajet, et où on a donné rendez-vous aux autorités civiles, militaires et religieuses des provinces touchées le 24 septembre, on a ouvert le trafic sur cette ligne. Le projet initial était terminé, car le transport de Balmaseda à Bilbao devait être effectué par le Chemin de fer du Cadagua, avec lequel la Société du Chemin de fer Houiller avait conclu un accord de collaboration, mais des divergences entre les deux compagnies ont fait que La Robla décide de continuer le transport jusqu'à la capitale biscaïenne. En 1902 on a ouvert le tronçon Balmaseda - Lutxana/Bilbao (faisant un accès à Bilbao par le tracé du Chemin de fer Santander-Bilbao).
En 1923 on a terminé la partie auxiliaire León - Matallana (es), créant un service direct Bilbao - León. Comme souvenir de son origine charbonnière, il subsiste encore dans La Robla un important laveur de charbon propriété de Hullera Vasco Leonesa S.A.

### Chronologie
Date d'entrée en service des différents tronçons :
| Date              | Section                | Longueur (km) |
| ----------------- | ---------------------- | ------------- |
| 6 octobre 1892    | Balmaseda - Espinosa   | 45,0          |
| 12 novembre 1892  | La Robla - Boñar       | 31,0          |
| 20 juillet 1893   | Espinosa - Sotoscueva  | 13,0          |
| 20 juillet 1893   | Boñar - Cistierna      | 24,0          |
| 14 septembre 1894 | Cistierna - Sotoscueva | 171,0         |
| 1er décembre 1902 | Balmaseda - Lutxana    | 29            |
| 31 mai 1923       | Leon - Matallana       | 29,0          |

## Exploitation

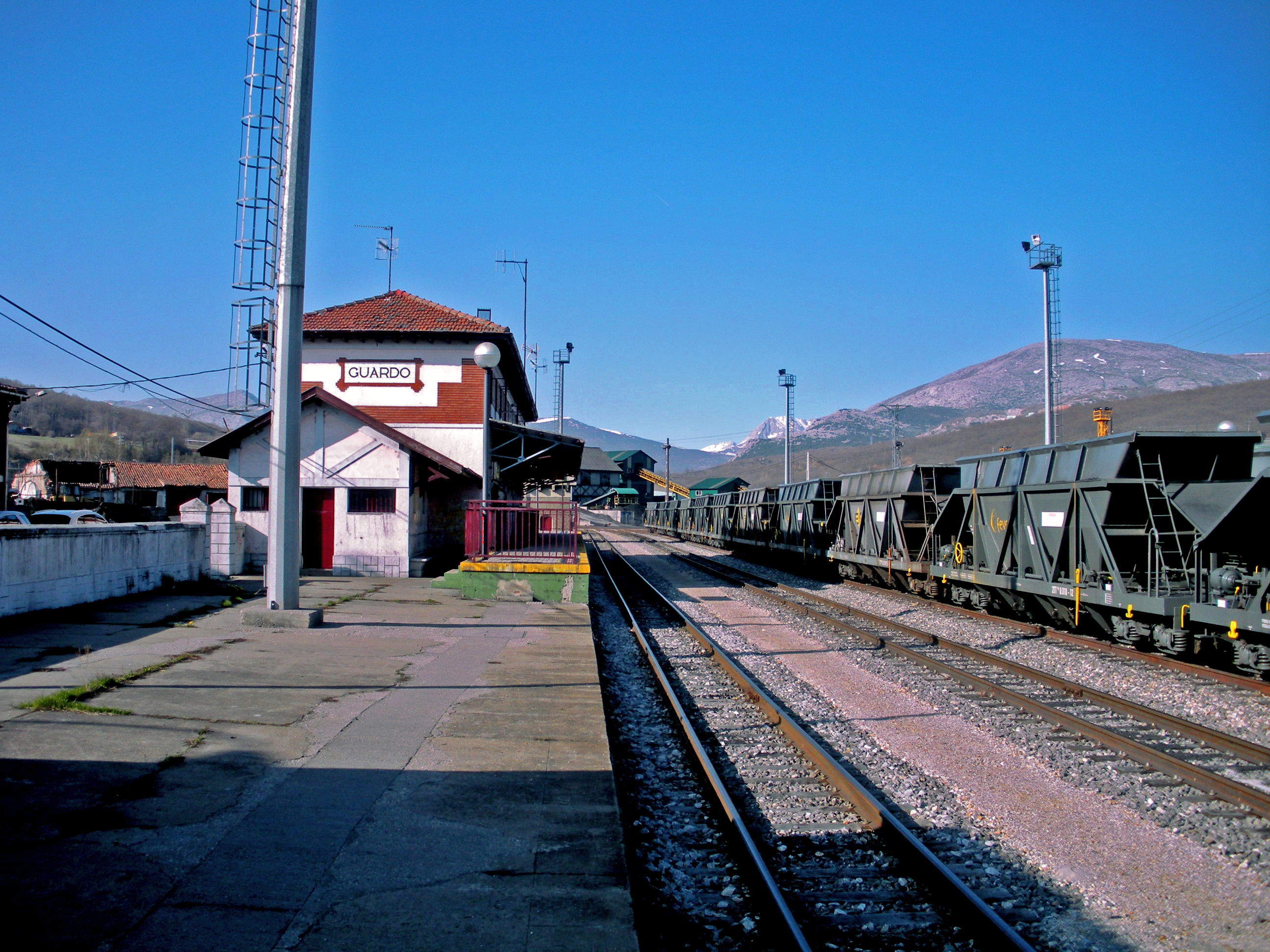
Station de Guardo, avec le charbonnier (carbonero)sur ses voies.

Les premières locomotives (à vapeur) mises en service, ont été au nombre de 6 du modèle 031 T (0-6-2 selon la Classification de Whyte) construites par la Société Franco-Belge de La Croyère, et baptisées avec aux noms de "Leon", "Palencia", "Guipuscoa", "Burgos", "Biscaye" et "Santander". Son parc de locomotives (les premieres à vapeur et ensuite Diesel) ont été basées à Balmaseda, avec des ateliers à La Robla et Mataporquera.
Le houiller (hullero), comme il a été coloquialement connu, a revitalisé l'économie des bassins miniers du nord León et de Palencia. Les localités comme Cistierna et Guardo se sont transformés en importants pôles industriels, et son développement a atteint le paroxysme de l'histoire moderne. En outre, la confluence du trajet avec des gares ibériques aux voies larges à La Robla et Mataporquera a facilité la coopération dans le trafic entre les deux largeurs de voies.
Le transport de charbon effectué par ce "houiller" durant ses premières années de fonctionnement a été le suivant :
| Année  | 1895   | 1897   | 1899    | 1901    | 1903    | 1905    | 1907    | 1909    | 1911    | 1913    |
| ------ | ------ | ------ | ------- | ------- | ------- | ------- | ------- | ------- | ------- | ------- |
| Tonnes | 17.378 | 48.906 | 107.413 | 163.381 | 135.811 | 128.694 | 189.248 | 140.556 | 163.552 | 223.629 |

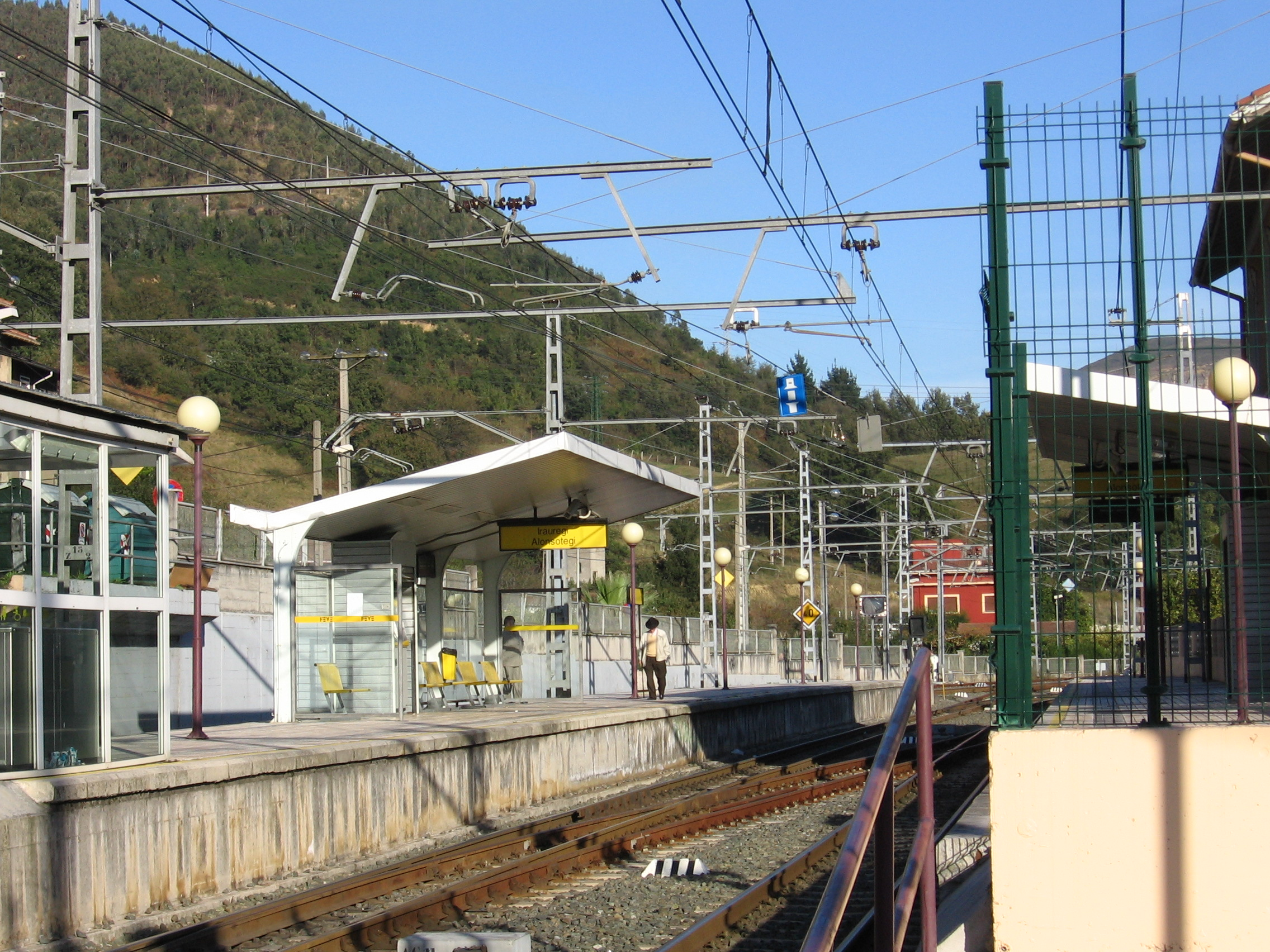
La station de FEVE d'Alonsotegi.

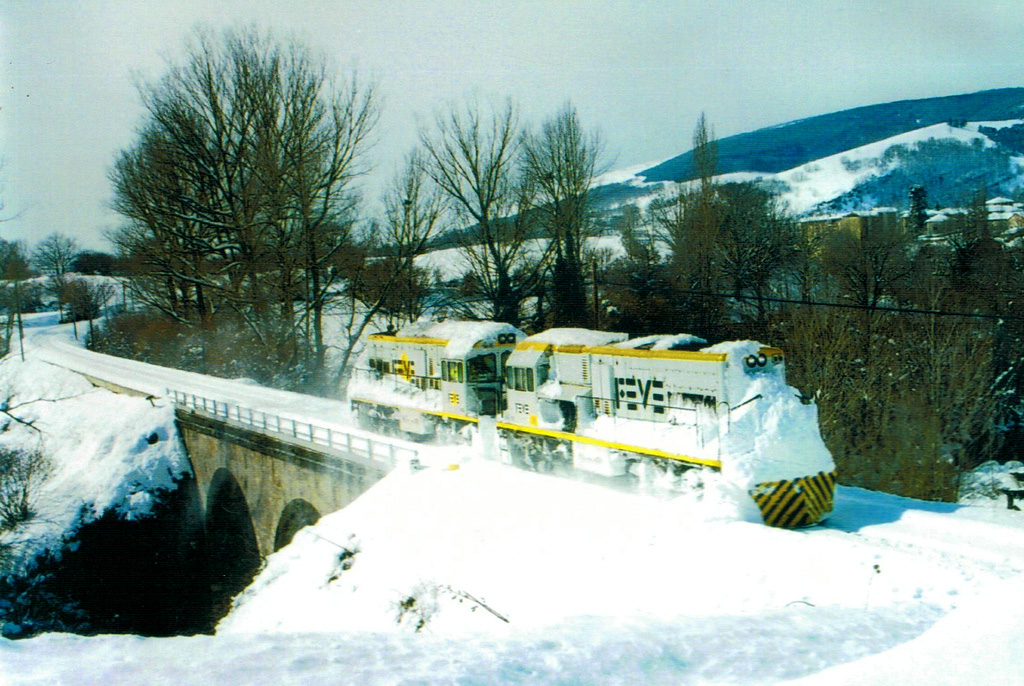
Deux GECo 1600 traversant le río Trueba à Espinosa de los Monteros.

Les premières années ont été difficiles, parce que comme on peut le constater dans le tableau, la demande a été en diminution (jusqu'en 1912 on n'a pas atteint les 200 000 t transportées), et l'entreprise s'est maintenue dans une situation très sensible entre 1896 et 1905. En mai de cette même année la société a changé sa dénomination par Ferrocarriles de La Robla, S. A. (Chemins de fer de La Robla, S.A), et Mariano Zuaznavar a renoncé à tous ses droits comme fondateur de la compagnie. La demande a crû à partir de 1910, et on a développé d'importants foyers miniers dans des zones comme Sabero et Matallana, dans la Province de León, où on a constitué de nouvelles et importantes sociétés minières. Dans quelques zones, on a triplé la production. La croissance démographique dans les zones a été très élevée. En 1916 l'entreprise a obtenu le meilleur résultat économique de son histoire, avec 4.117.269, 94 pesetas de recettes. En 1918, a atteint le demi million de tonnes transportés.
La Guerre civile espagnole (1936-1939) a entrainé une importante stagnation dans l'histoire du chemin de fer, parce que les bassins miniers sont restés paralysés, le train a été utilisé avec des objectifs militaires des deux côtés et d'importantes destructions dans les infrastructures. Le service de voyageurs a repris le 27 août 1937, après une année de paralysie.
En 1949, la construction du Barrage de l'Èbre a obligé la construction d'une variante de tracé, éliminant ainsi la plus grande ligne droite du parcours, qui atteignait plus de 6 km.
En 1958, le chemin de fer a atteint son record de charbon transporté, avec 908,464 tonnes, bien que cette donnée soit le point de départ de sa baisse définitive. Cette année on approuve l'acquisition des premieres locomotives diesel : 7 modèles Alsthom Série 1000.
En 1964 on a approuvé le Plan Décennal de Modernisation, qui avait pour objectif de rentabiliser économiquement le chemin de fer. L'entreprise a alors acquis 10 locomotives diesel GECo (appelé Série 1500) à General Electric, et a remplacé définitivement la traction à vapeur. la société de La Robla n'a pas pu faire face à ce plan et est entré dans des pertes à partir de 1968. Comme causes fondamentales de sa faillite on a signalé l'augmentation des frais de personnel, la détérioration de l'infrastructure fixe et mobile, la concurrence croissante du transport par route et la crise du charbon de la fin des années 1950. l'entreprise publique FEVE s'est chargé de l'exploitation de la ligne en 1972.
À partir de 1980, FEVE a entamé un processus de modernisation de son matériel roulant, incorporant des locomotives 1600 et 1650, des automotrices 2400, des voitures de voyageurs 5300, des wagons-trémie 2TT, des plates-formes 2SS et fermés 2JJ.

### Décadence et in-viabilité

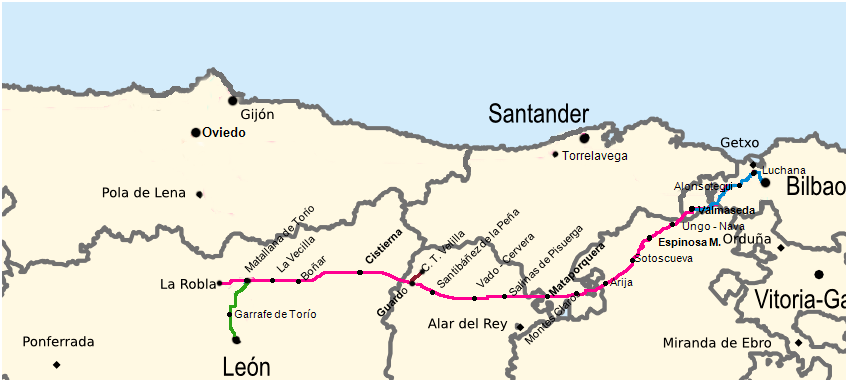
Carte du parcours du chemin de fer de La Robla:
- Tracé principal, inauguré en 1894.
Bleu: Branche Balmaseda - Bilbao/Lutxana, inauguré en 1902.
Vert: Branche León - Matallana de Torío, inauguré en 1923.
Grenat: Branche Guardo - Centrale thermique de Velilla del Río Carrión, inauguré en 1984.

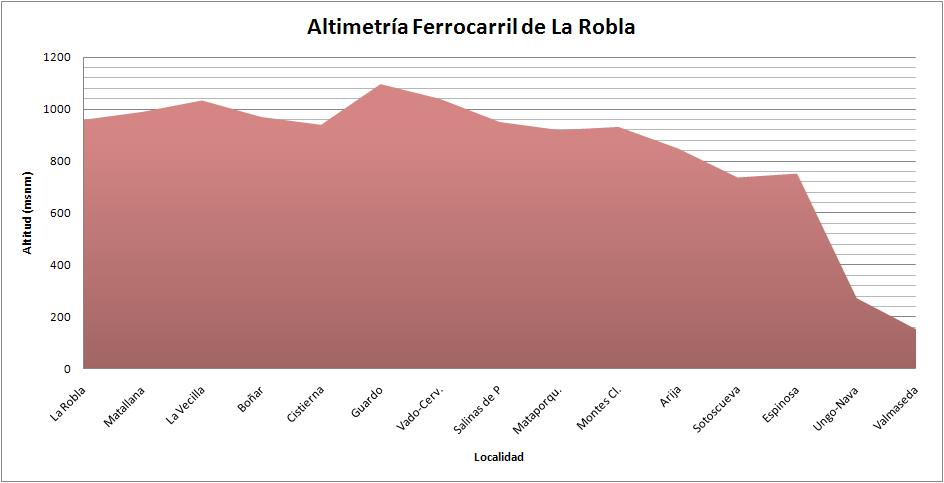
Dénivelé du trajet du chemin de fer, depuis La Robla jusqu'à Balmaseda. On peut constater les importants dénivelés, depuis les cuencas minières jusque pratiquement le niveau de la mer, à l'arrivée à Bilbao.

Depuis 1983, la ligne ferroviaire a été favorisée aussi pour avoir été utilisée par le train touristique Transcantabrique, un service de luxe qui a été le premier train-hôtel touristique d'Espagne. Une branche s'est en outre ajoutée à la hauteur de Guardo qui reliait la centrale thermique de Velilla pour l'approvisionnement en charbon de cette dernière.
Mais le rendement a continué à diminuer, et en 1990 la ligne a atteint un déficit d'exploitation de 387 millions de pesetas, outre le fait que le trafic de marchandises ait aussi diminué énormément. Pour toutes ces raisons, en décembre 1991, le Ministère des travaux Publics et d'Urbanisme a décrété la cessation du service de voyageurs entre Guardo et Balmaseda, justifiant des motifs de sécurité, et c'est la raison pour laquelle la section centrale de la ligne a été pratiquement abandonnée. À cette époque, il fallait 12 heures pour couvrir le trajet entre León et Bilbao.
La mesure a été très impopulaire dans les zones touchées par la cessation de la ligne, et tant les mairies touchées comme les différentes associations et des coordinateurs ont entrepris des actions pour obtenir la restauration de la ligne, obtenant en 1993 un accord avec le Ministère des travaux Publics, Transports et Environnement, l'Assemblée de Castille et León, la FEVE et les syndicats qui ont invalidé le décret précédent, et a été remplacé par un plan de réouverture progressive. Ainsi, en novembre 1993, a été rouvert le tronçon Matallana - Cistierna, et en 1995 celui de Cistierna - Guardo.

### Réouverture
Le 19 mars 2003, après une convention entre FEVE et l'Assemblée de Castille et León, on a relancé la ligne entre León et Bilbao comme service de trains régionaux (ligne R-4) pour passagers, tandis que les tronçons La Robla - Matallana (es) et Iráuregui - Lutxana sont exclusivement réservés pour le transport de marchandises. La durée du voyage a été réduite à 7 heures et demie. Dans cet accord est aussi intervenu le Ministère de l'équipement, et il a supposé l'investissement de 64 millions d'euros pour l'amélioration des tracés et la modernisation du matériel roulant. On a de même repris son utilisation par le Transcantabrique, moyennant un important investissement pour la modernisation et le maintien de la ligne.
En 2006 la gare de la FEVE de La Robla a subi un incendie, et sa toiture a été détruite. En 2007 elle a été reconstruite et a reçu en hébergement des pèlerins pour la route San Salvador du Chemin de Saint-Jacques, un versant de la route jacobine qui relie León avec Oviedo. En 2006, et grâce à une convention avec la Députation de León, on a construit aussi de nouvelles haltes dans la ville de León (San Mamés, quartier de León, et l'Université de León) et à Cerezal de la Guzpeña.
Son service de marchandises a reçu un élan remarquable à partir de février 2008, quand, via un accord entre FEVE et Renfe, cette dernière a assumé le transport du charbon d'importation par les voies larges ibériques depuis le port de El Musel, à Gijón, jusqu'à la gare de La Robla, depuis où, après un transbordement, il est envoyé par voie étroite à la centrale thermique d'Iberdrola à Velilla del Río Carrión. Cet accord a été le début d'un transport quotidien d'un convoi de 600 tonnes à l'installation palentine.
En février 2009, Angel Villalba, nouveau président de la compagnie, a présenté l' Expreso de La Robla, par un train touristique semblable au Transcantabrique qui, à partir de septembre, a commencé à effectuer le parcours León - Bilbao avec des sections pour enseignement, réunions et étude, et une autre pour le logement d'étudiants, dans le but de visiter les attraits touristiques et culturels du parcours dans un but didactique.

## Transport

### Transport de marchandises

#### Le charbon

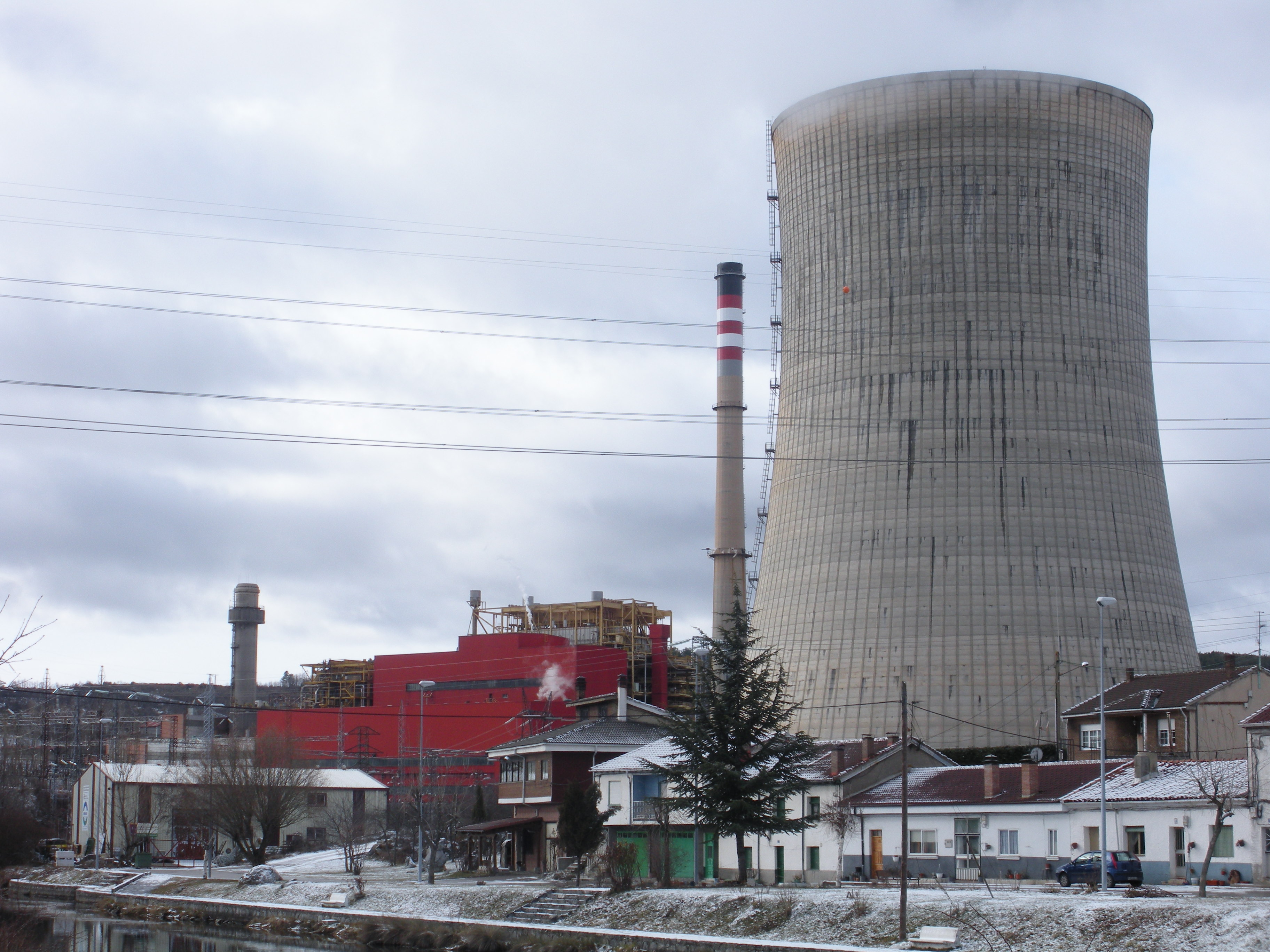
Vue de la centrale thermique de Velilla, où arrive depuis Guardo une branche directe de 2.5 km du chemin de fer de La Robla.

Bien que le but primitif de la ligne ait été le transport massif de charbon depuis les bassins de León et Palentina à l'industrie sidérurgique biscaïenne, les nécessités du marché ont changé cette tendance. Comme il a été dit précédemment, ce transit a été en augmentation jusqu'à atteindre son plafond, avec 908,464 t, en 1958. Pour 1966, le transport de la houille diminue de 30 %, et cette tendance sera déjà incontrôlable. La recherche d'alternatives les plus rentables pour l'alimentation des hauts fourneaux, la reconversion industrielle et le démantèlement d'une grande partie de ceux-ci, et la baisse de l'industrie minière ont inévitablement abouti à la disparition de ce transport. Le maintien du transfert de charbon a été maintenu avec le transport à la centrale thermique de Velilla del Río Carrión de convois de charbon d'importation des ports de Santander et Gijón, ce qui a obligé la FEVE la construction d'une branche de 2,5 km depuis Guardo qui introduit le minerai directement dans l'installation, propriété d'Iberdrola.

#### Le sable
Le transport de sable silice des carrières d'Arija a aussi eu une grande importance. L'extraction de sable siliceux dans cette localité Burgalése (gentilé de Burgos) s'est effectuée pendant tout le XXe siècle, d'abord dans les anciennes carrières de Cristallerie espagnole et plus tard dans le barrage de l'Ebre. Cette exploitation, actuellement propriété de l'entreprise SIBELCO, constitue, avec 800 000 t/an, la sixième partie de la production nationale.
Pour son transport, la ligne dispose d'un chargeur avec le barrage et les nettoyeurs de sable. Les points auxquels la FEVE transporte le sable siliceux sont Ariz et Lutxana, en Biscaye, et Gama en Cantabrie.

#### Autre
Tout au long de son histoire, la ligne a aussi servi pour l'approvisionnement et la distribution dans une moindre mesure d'autres entreprises, aujourd'hui disparues, comme la cimenterie et la centrale thermique de La Robla, la plante sucrière de Boñar, la cimenterie de Mataporquera, la cristallerie d'Arija, la centrale thermique de Balmaseda et la papeterie d'Aranguren.

### Transport de voyageurs

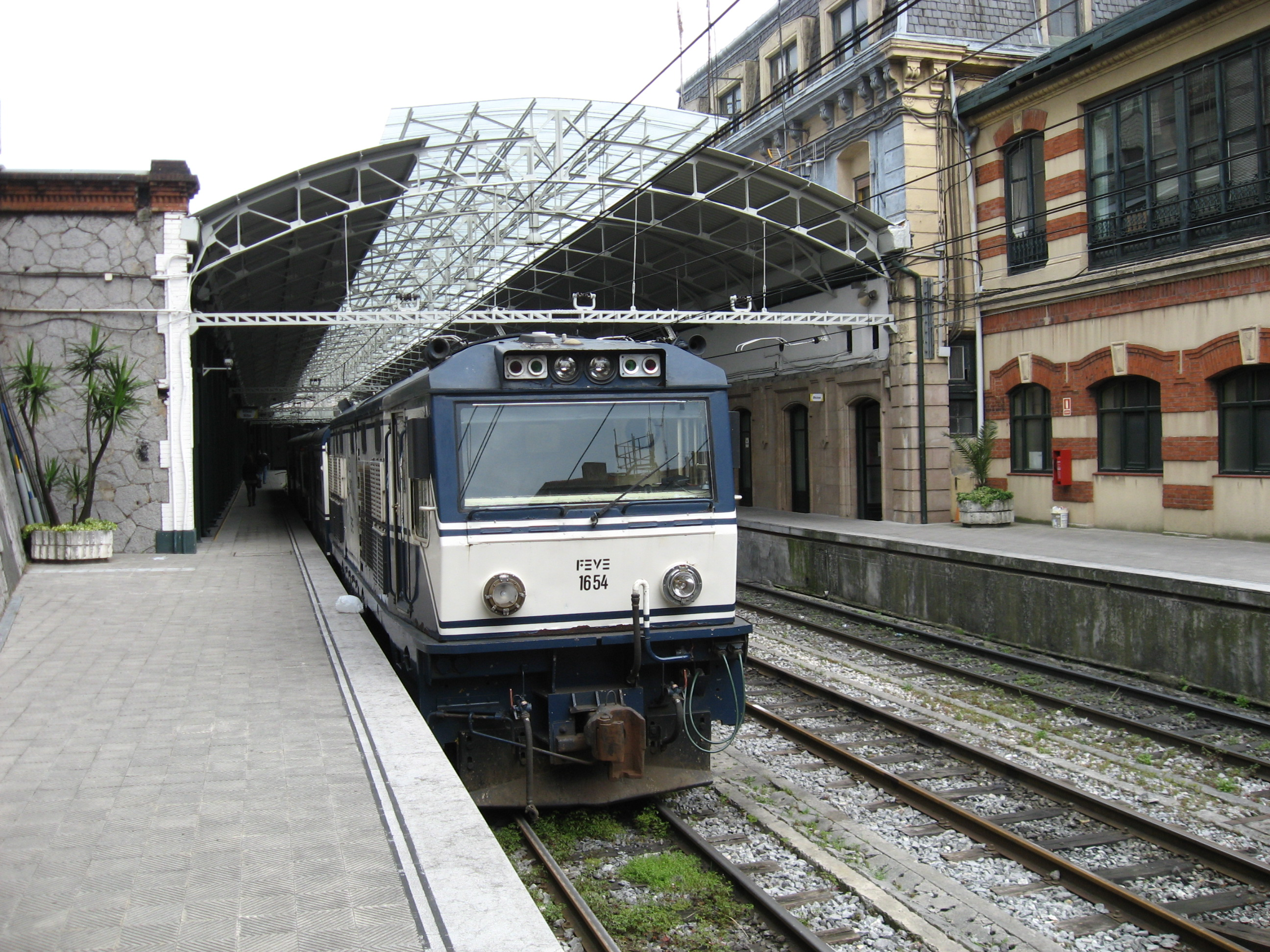
Le Bilbao-León à la station de Bilbao-Concordia, avec les anciennes couleurs de la FEVE et tracté par un 1600.

Son influence sociale a aussi été très importante. Il a été le moyen de transport habituel des émigrants des zones rurales qui ont été transférées à la ville industrialisée de Bilbao, ainsi que, en sens inverse, du tourisme saisonnier biscaïen à destination du secteur de Burgos) des Merindades.
Contrairement à d'autres chemins de fer miniers, le trafic de voyageurs dans le train de La Robla a été très important, s'agissant d'un train dont le trafic de marchandises s'était pratiquement développé dans un sens. Son utilisation a atteint son plafond en 1948, quand elle a atteint le chiffre 1 450 984 de passagers. Sa diminution progressive s'est accentuée depuis les années 1980 jusqu'à sa fermeture en 1991. Malgré sa réouverture, le transfert dans la gestion des chemins de fer à voie étroite aux Communautés Autonomes et son utilisation progressive comme service de proximité dans les secteurs d'influence de León et Bilbao ont créé de nouvelles craintes sur son futur.
On a essayé de pallier en partie ce problème avec la mise en service de trains touristiques, comme l'Express de La Robla, qui ajouté au Transcantabrique garantit une utilisation touristique et didactique de la ligne pour les passagers.

## Motrices
Par manque de caténaire, la ligne de La Robla a utilisé deux types de traction le long de son histoire : la vapeur et le diesel.

### Locomotives à vapeur
Depuis son inauguration en 1894, la liste des locomotives à vapeur avec laquelle a fonctionné le chemin de fer est la suivante :
| Type        | N° et nom | Constructeur                           | N° de construction                 | Année          | Notes |
| ----------- | --- | -------------------------------------- | ---------------------------------- | -------------- | --- |
| 031 T       | 1 "León" 2 "Palencia" | Franco-Belge, La Croyère               | 795-796                            | 1891           | |
| 031 T       | 2 "Guipúzcoa" 3 "Burgos" | Franco-Belge, La Croyère               | 797-798                            | 1892           | La 3 vendue a Hulleras de Sabero y Anexas S.A., Vega Mediana, en 1966                                                                |
| 031 T       | 5 "Viscaya" 6 "Santander" | Franco-Belge, La Croyère               | 799-800                            | 1892           | 5 restaurée dans les ateliers de Balmaseda en 1912. 6 transformée en 032 T dans les ateliers de Balmaseda en 1920                    |
| 131 T       | 11 "Matallana" 12 "Sabero" 13 "Valderrueda" 14 "Guardo" 15 "Cervera" | Sharp-Stewart, Manchester              | 4016-4020                          | 1894           | |
| 131 T       | 16 "A. de Gandarias" 17 "Alfredo Ustara" 18 "C. de Vildosola" 19 "Pedro Ortiz Arana" 20 "Juan C. Calvo"                                                                  | Linke-Hofmann (en), Breslau            | 2774-2778                          | 1923           | La 19 reconstruite par Babcock & Wilcox en 1947                                                                                      |
| 031 T       | 21 "El Bernesga" 22 "El Torío" 23 "El Porma" | John Cockerill, Seraing                | 1664-1666                          | 1892           | . |
| 031 T       | 24 "El Esla" | John Cockerill, Seraing                | 1667                               | 1892           | Reconstruite par les ateliers de Balmaseda en 1907                                                                                   |
| 031 T       | 25 "El Cea" 26 "El Carrión" | John Cockerill, Seraing                | 1668-1669                          | 1892           | Reconstruite par les ateliers de Balmaseda en 1917                                                                                   |
| 031 T       | 27 "El Pisuerga" 28 "El Ebro" | John Cockerill, Seraing                | 1670-1671                          | 1892           | La 28 reconstruite par les ateliers de Balmaseda en 1916                                                                             |
| 031 T       | 29 "El Nela" | John Cockerill, Seraing                | 1672                               | 1892           | Reconstruite en 040 T par les ateliers de Balmaseda en 1931                                                                          |
| 031 T       | 30 "El Engaña" 31 "El Trueba" 32 "El Cadagua" | John Cockerill, Seraing                | 1673-1675                          | 1892           | Reconstruites par les ateliers de Balmaseda de 1 917 a 1919                                                                          |
| 140         | 41 "Mena" 42 "Montija" 43 "Sotoscueva" 44 "Valdeporres" 45 "Campoo" 46 "Valdeolea"                                                                                       | Baldwin Locomotive Works, Philadelphie | 15978-15983                        | 1898           | |
| 140         | 47 "Bilbao" 48 "La Robla" | Baldwin Locomotive Works, Philadelphie | 18451-18452                        | 1900           | |
| 140         | 49 "Zorrotza" 50 "Montes Claros" 51 "Cistierna" 52 "Prado" 53 "Balmaseda" 54 "La Ercina"                                                                                 | Baldwin Locomotive Works, Philadelphie | 18472-18477                        | 1900           | |
| 140         | 55 "Luis de Salazar" 56 "Zabalainchaureta" | Baldwin Locomotive Works, Philadelphie | 45349-45350                        | 1917           | |
| 141 T       | 60 "C. Ma. de Ustara" | ALCO, Cooke                            | 57890                              | 1917           | |
| 042 T       | 71 "E. de la Gandara" 72 "Casilda de Iturrizar" | Krauss, Marsfeld                       | 7809-7810                          | 1921           | Engerth. La 72 reconstruite par Babcock & Wilcox en 1950                                                                             |
| 131 + 131 T | 80 "Venancio de Echevarría" 81 "José J. de Ampuero" | Hanomag                                | 10646-10647                        | 1929           | Garratt. La 81 reconstruite par Babcock & Wilcox en 1942                                                                             |
| 131 + 131 T | 82 "Enrique de Borda" 83 "José Mª de Basterra-Ortiz" | Babcock & Wilcox                       | 421-422                            | 1931           | Garratt. |
| 141 T       | 90 "Pablo Callam" 91 "José Escudero" 92 "Víctor Tapia" | Skoda                                  | 491-493                            | 1928           | Acquises a Companhia Mineiro do Lena, Portugal, no 10 à 12, en 1941                                                                  |
| 141 T       | 93 "Joaquín Eulate" | Babcock & Wilcox                       | 620                                | 1953           | |
| 140         | 102 "Ceferino de Urien" 104 "José de Aresti" 105 "Guillermo Baraudiaran" 106 "Manuel Oraa" 109 "José Ignacio Ustara" 110 "José María San Martín" 111 " Victoriano Garay" | SLM Winterthur                         | 1583 1587 1707 1708 1813 1814 1815 | 1904 1906 1907 | 1949 ex RhB no 102 1950 ex RhB no 104 1951 ex RhB no 105 1952 ex RhB no 106 1920 ex RhB no 109 1920 ex RhB no 110 1920 ex RhB no 111 |
| 130         | 151 "Euskadie" 152 "Zuria" 153" Gorbea" | Krauss                                 | 6918 6917 7631                     | 1920 1921      | 1958 ex Ferrocarriles Vascongados no 51 1958 ex FV no 52 1958 ex FV no 53                                                            |
| 231         | 181 182 183 184 185 | SACM                                   | 6584 6588 7501 7500                | 1914 1928      | 1958 ex chemins de fer Tunisiens no 801 1958 ex CFT no 805 1958 ex CFT no 808 1958 ex CFT no 807                                     |

### Locomotives Diesel
À partir de 1955 des locomotives diesel de la sérieUnion Française BB44, ou BB500 ont commencé à arriver en Espagne. Elles seront renommées ensuite Série 1000 par la FEVE, fabriquées par la société Alsthom. Ce seront les premières à remplacer la traction à vapeur. Cette transition durera 15 années. Ceux-ci sont les modèles utilisés jusqu'à ce jour par La Robla :
| Modèle     | Photo | N° de série         | Fabricant                                             | Année     | Notes |
| ---------- | ----- | ------------------- | ----------------------------------------------------- | --------- | --- |
| Série 1000 |       | 1021-1063           | Alsthom, Levallois-Perret                             | 1955      | Acquise par la société des chemins de fer de La Robla, S. A. et assignées à FEVE, qui les redistribue, en 1972. Certaines transformées en Serie 1900.                                                 |
| Série 1300 |       | 1318-1325           | SECN, Sestao                                          | 1966      | Acquise par la société des chemins de fer de La Robla, S. A. et assignées à la FEVE, qui les redistribue, en 1972. La 1322 demeure exposée à Cistierna. Véhicule de manœuvres.                        |
| Série 1500 |       | 1501-1510 1511-1515 | General Electric, Eire Babcock & Wilcox, Sestao       | 1964 1974 | Connue comme GECo. Acquise par la société des chemins de fer de La Robla, S. A. et assignées à la FEVE en 1972. Acquise par la FEVE au Chemin de fer du Tajuña en 2000. La 1514 vendue à l'Argentine. |
| Série 1600 |       | 1651-1660           | M.T.M., Barcelone                                     | 1981      | sous licence Alsthom. |
| Série 1900 |       | 1901-1917           | FEVE, El Berrón (es) CAF-Sunsundegui, Altsasu-Alsasua | 2002      | Reconstruites à partir des Série 1000. |

 NOTE : En caractère gras, modèles toujours en activité, au 31-05-09. 

### Autorail
Après la réouverture de la ligne en 2003 et le trafic de plus en plus important de Cercanias dans la ligne, FEVE a introduit l'utilisation d'Autorail pour les services de courtes distances, plus nombreux mais d'une occupation moindre que les conventionnels.
| Modèle     | Photo | N° de série | Fabricant                        | Année | Notes                                                                                       |
| ---------- | ----- | ----------- | -------------------------------- | ----- | ------------------------------------------------------------------------------------------- |
| Série 2400 |       | 2401-2479   | MTM, Barcelone                   | 1983  | Acquise par la FEVE pour d'autres lignes. Certaines vendues au Costa Rica.                  |
| Série 2600 |       | 2601-2624   | CAF-Sunsundegui, Altsasu-Alsasua | 1994  | Fabriqués à partir de la reconstruction d'unités de la série 2300.                          |
| Série 2700 |       | 2701-       | CAF-Sunsundegui, Altsasu-Alsasua | 2009  | Modèle de nouvelle construction. 23 unités commandées, son intégration débuta en aout 2009. |

 NOTE : En caractère gras, modèles toujours en activité, au 31-05-09. 

## Tracé

### Difficultés géographiques
L'extension de la zone qui traverse le Chemin de fer de La Robla et son orographie compliquée ont fait que dans certains points on ait dû agir sur le terrain pour garantir sa stabilité. Certains des points les plus importants sont les suivants :
- Le port du Cabrio (750 m), accès naturel vers la Vallée de Mena, où commence une descente progressive depuis Espinosa de los Monteros (Burgos) jusqu'au niveau de la mer dans le quartier de Luchana à Barakaldo (Biscaye)[21]. (43° 05′ 30″ N, 3° 26′ 08″ O)
- Le pont sur le Barrage de l'Ebre qui, près d'Arija, traverse pendant 150 m un des bras du marais. (42° 59′ 16″ N, 3° 57′ 12″ O)
- Les nombreuses tranchées creusées dans les montagnes pour faciliter le passage du chemin de fer, comme la tranchée de los Navarros, entre Mataporquera (es) et Los Carabeos (es), en Cantabrie.
- Également les ponts de fer destinés uniquement à l'utilisation du chemin de fer, comme celui de Matallana sur le rio Torío (es) (42° 50′ 26″ N, 5° 31′ 25″ O) ou à Guardo sur le Carrión (42° 47′ 18″ N, 4° 50′ 58″ O).
- Le tracé est perpendiculaire aux bassins des rivières comme Torío, Esla, Cea, Carrión, Ebre, Engaña ou Trueba (es)[21].

### Tracé original
Le trajet entre les localités de La Robla et Lutxana (Barakaldo) passait entre autres par les localités suivantes, citées par province :
Province de León
La Robla, Rabanal de Fenal, Matallana de Torío, Robles de la Valcueva, La Valcueva, Aviados (es), Campohermoso, La Vecilla, Valdepiélago, La Mata de la Riba, Boñar, La Losilla, La Devesa, Barrillos de las Arrimadas (es), La Ercina, Yugueros (es), Cistierna, Sorriba (es), Valle de las Casas, La Llama de la Guzpeña, Prado de la Guzpeña, Puente Almuhey (es), Valcuende et La Espina.
Province de Palencia
Guardo, Santibáñez de la Peña, Villaverde de la Peña (es), Tarilonte de la Peña (es), Castrejón de la Peña, Vado-Cervera, Salinas de Pisuerga et Cillamayor (es).
Province Cantabrie
Mataporquera (es), Los Carabeos (es), Montes Claros, Las Rozas et Llano.
Province de Burgos
Arija, Cabañas de Virtus (de), Soncillo (es), Robredo de Las Pueblas (es), Ahedo de Las Pueblas (es), Dosante (es), Cidad de Valdeporres (es), Pedrosa de Valdeporres (es), Sotoscueva, Redondo de la Sonsierra, Espinosa de los Monteros, Quintana de los Prados (es), Bercedo (es), Cadagua (es), Mercadillo (es), Ungo Nava (es), Anzó (de) et El Berrón.
Province de Biscaye
Balmaseda, Ibarra, Zalla, Güeñes, Sodupe, La Cuadra, Zaramillo, Iráuregui et finalement Lutxana (jusqu'aux années 1970).

### Variations réalisées

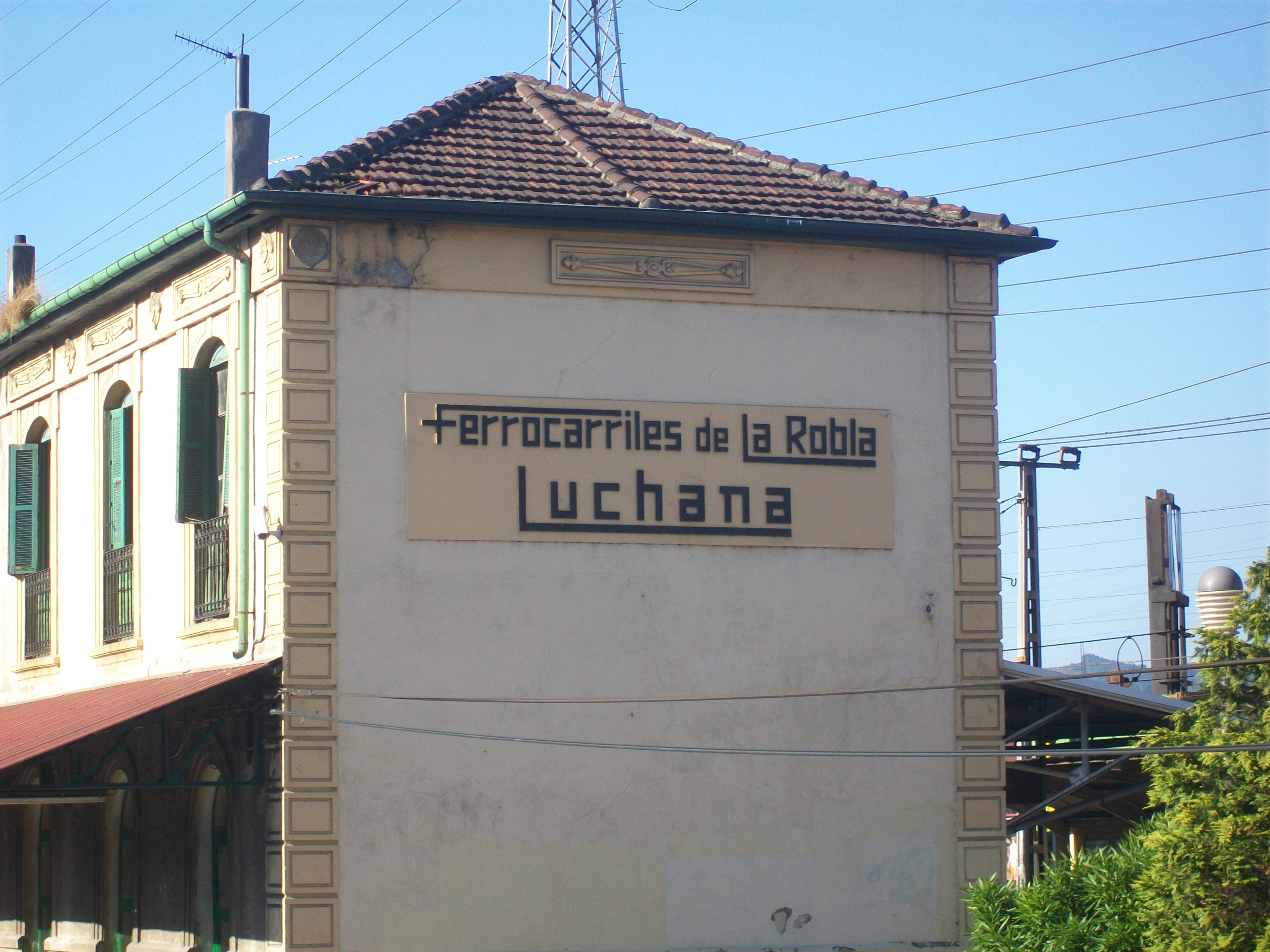
Station de Lutxana avec son panneau original. À droite les voies de Renfe Cercanías et à gauche celles de La Robla.

- Le tronçon La Robla - Matallana a cessé d'être utilisé comme transport de voyageurs, l'accès direct à Matallana se faisant depuis León à travers Navatejera (es), Villaquilambre et San Feliz de Torío (es).
- Le tronçon Iráuregui - Bilbao/Lutxana a aussi cessé d'être utilisé comme transport de voyageurs. La ligne actuelle León - Bilbao continue depuis Alonsotegi vers le sud, profitant du tronçon déjà construit du chemin de fer  Bilbao-Santander, par de petites haltes situées à Bilbao (quartier de Castrejana) et sa limite avec Barakaldo. Finalement en arrivant au centre de Bilbao par les gares de Zorrotza, Basurtu et Ametzola avec arrivée à Bilbao-Concordia (ligne R-4). La gare de Lutxana est utilisée pour les lignes  C1  et  C2  de Renfe Cercanías Bilbao.

### Projets de liaison
Le développement transversal du chemin de fer de La Robla a suscité de nombreux projets pour leur liaison avec d'autres importantes zones ou lignes ferroviaires. Parmi les projets suivants (certains même avec des concessions et des lois spécifiques approuvées) aucun n'a abouti :
- Lien avec la Chemin de fer du Cantabrique (par Riaño et Cangas de Onís).
- Lien avec la Sociedad General de Ferrocarriles Vasco Asturiana (par le Col de San Isidro (es)).
- Prolongación de León a Palanquinos (es), pour relier les compagnies Compañía de Ferrocarriles Secundarios de Castilla (es).
- Prolongement de Guardo à Palencia.
- Prolongement de Cabañas de Virtus (de) à Santander.
- Prolongement de Las Rozas à Reinosa.
- Prolongement de León à Benavente.
- Branche à Villarcayo.
- Branche à Astorga.

## Centre d'interprétation
L'influence du chemin de fer dans la culture populaire des localités qu'il a traversées a été grande. Tant et si bien, que le 11 février 2006 on a inauguré à Mataporquera le Centre d'Interprétation du Chemin de fer de La Robla, dans des installations cédées par FEVE dans la commune. On conduit le visiteur dans le contexte économique et territorial qui a permis la construction de ce chemin de fer, montrant des documents originaux de sa gestion et des documents graphiques de son histoire. Une exposition sur la difficulté du tracé, les divers matériels roulants sont également montrés ainsi que la culture et les événements qui se sont déroulés tout autour.

## Lignes
Le 19 mars 2003, après une convention entre la FEVE et l'Assemblée Castille et León, on a repris la ligne entre León et Bilbao comme transport de passagers de trains régionaux (ligne R-4), outre les services dits régionaux. Les lignes en activité sont les suivantes :

## Locomotives

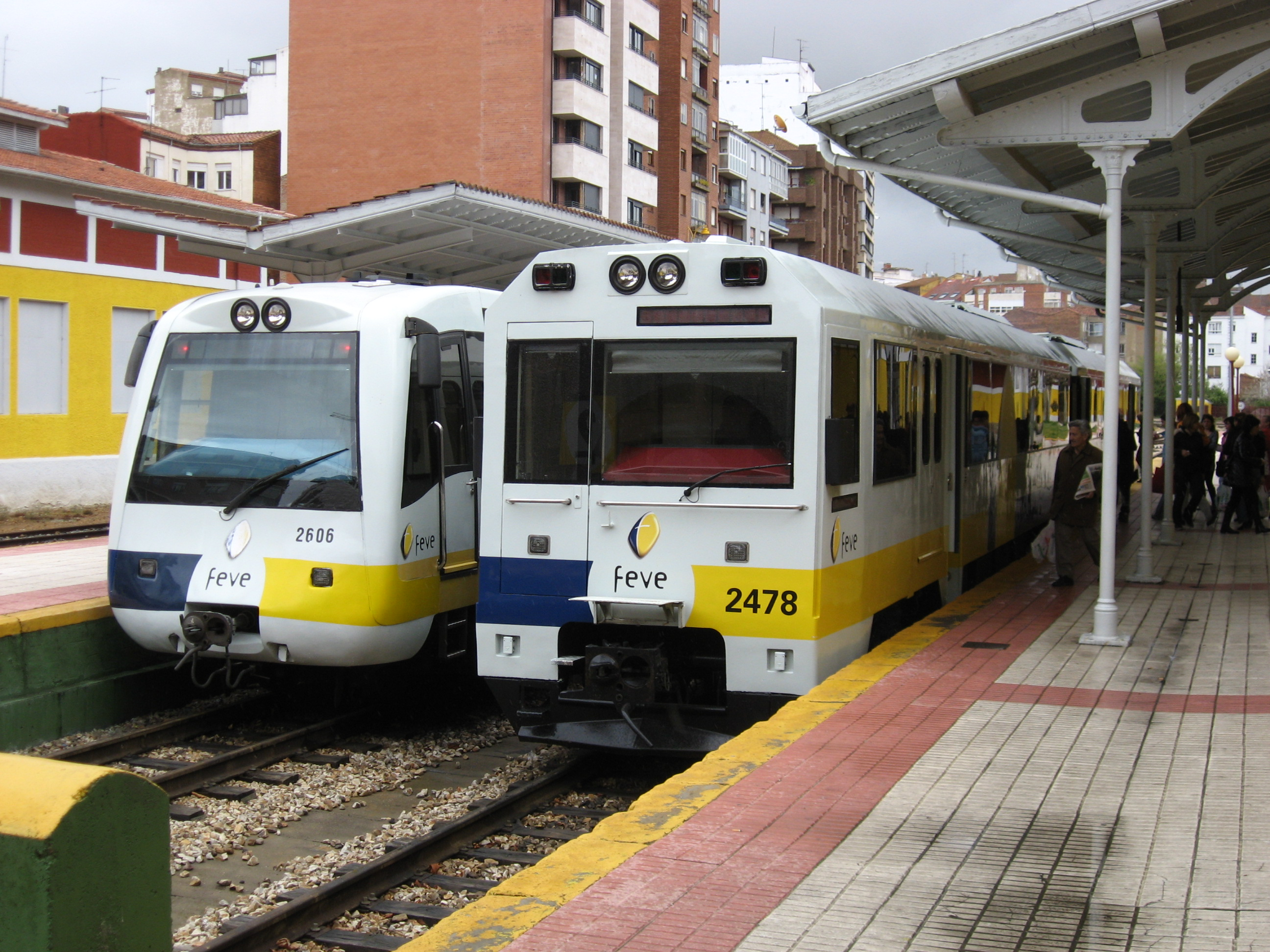
Un autorail 2600 et un 2400, en gare de FEVE de León.

Les modèles utilisés pour le trafic de voyageurs sont des autorails diesel des séries 2400 de MTM et 2600 de CAF pour les banlieues et convois tractés par les locomotives Série 1500 et 1600 pour la ligne León - Bilbao.
Le transport de charbon s'effectue au travers de marchandises formées par double ou triple traction de locomotives de Série 1500 et wagon-trémies pour le transport de charbon. Pour le transport de marchandises on a incorporé aussi la Série 1900 modernes.

## Apparitions célèbres
- Dans le film Cuerda de presos, réalisé par Pedro Lazaga en 1955, apparaît "Le houiller" (El hullero) quand les trois personnages restent médusés devant le passage du train[60].
- Dans le film Sor Citroën (1967), également de Pedro Lazaga, le père de la protagoniste est Chef de Gare à La Robla, et dans une des scènes il donne le départ du train[61].
- Dans le film Luna de lobos, de Julio Suárez (1987), basé sur le roman homonyme de Julio Llamazares, relatant les années postérieures à la Guerre Civile espagnole, le train est aussi le protagoniste d'une des scènes aux alentours de Cistierna.
- Dans le film A galope tendido, également réalisé par Julio Suárez en 2000, raconte l'histoire d'un jeune comptable du chemin de fer obsédé par les Novelas del Oeste, dont une bonne partie de l'action se passe autour du chemin de fer de La Robla. Il est interprété par Sancho Gracia, Kiti Manver, Ramón Langa (es), Aitor Mérino et Ana Álvarez[62].

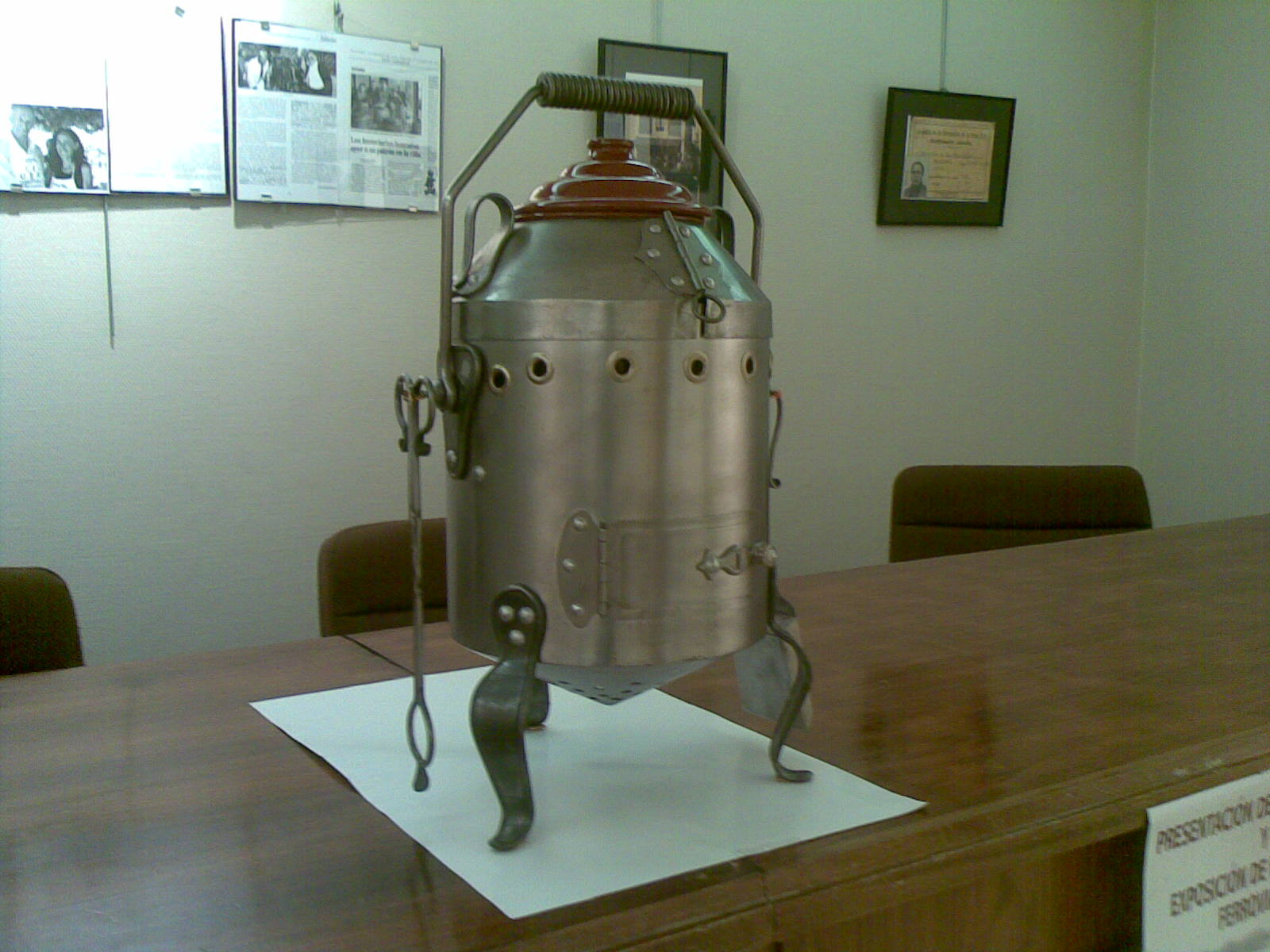
Une marmite ferroviaire, avec le typique puchero à l'intérieur.

## Gastronomie
La Marmite ferroviaire
L'influence sociale du chemin de fer de La Robla a même touché au chapitre culinaire, rendant célèbre un plat dérivé des exigences des longs voyages et de la dure climatologie : la Marmite ferroviaire. Elle est apparue à la suite du talent des anciens machinistes et pompiers, qui ont conçu un système pour cuisiner en utilisant la chaleur du moteur de la locomotive. Elle était fabriquée dans les ateliers de Cistierna et de Balmaseda, et était composée d'une carcasse ou d'une doublure de plaque de fer blanc, hermétique et avec un trou dans le fond pour expulser la vapeur d'eau, et dans l'intérieur duquel se logeait le puchero.
La composition de la marmite varie en fonction de la zone. Il peut s'agir de haricots à Cistierna, potage de pois chiches à Guardo, pommes de terre avec du veau à Mataporquera ou potage de haricots à Balmaseda,. Le nom varie aussi selon la région où il est cuisiné, pouvant s'appeler "Marmite ferroviaire", "Puchera ferroviaire" ou simplement "Putxera". Il est fréquent de la trouver dans des établissements des localités du parcours.